# Karolina Pelendritou
Karolina Pelendritou (griechisch Καρολίνα Πελενδρίτου; * 25. August 1986 in Limassol) ist eine griechisch-zypriotische Schwimmerin und Olympionikin mit Sehbehinderung.

## Leben
Als Pelendritou neun Jahre alt war, stellte man eine deutlich eingeschränkte Sehfähigkeit fest. Obwohl auch Spezialisten aus dem Ausland zu Rate gezogen wurden, konnte lange nicht herausgefunden werden, warum ihr Sehvermögen so schlecht war. Schließlich wurde das Absterben von Netzhautzellen als Ursache diagnostiziert. Ärzte empfahlen ihr zu schwimmen. Da sie sportbegeistert war, begann sie sofort regelmäßig zu trainieren. Mit zunehmendem Alter nahm ihr Sehvermögen weiter ab. 2021 hatte sie ein um 97 % reduziertes Sehvermögen.
2004 zog Pelendritou zum Studium nach Athen und trainierte dort auch weiter. Sie erwarb einen Studienabschluss in Journalistik.
Heute lebt sie in Athen und ist seit 2018 verheiratet mit dem Sportjournalisten Dimitris Hatzigeorgiou. In ihrem Alltag benutzt sie außerhalb ihrer Wohnung einen Blindenstock und einen Blindenhund.

## Karriere
Pelendritou begann mit neun Jahren zu schwimmen. Als sie zehn Jahre alt war, wurde sie Mitglied des Limassol Nautical Club und Mitglied der Zypriotischen Schwimmvereinigung (Κυπριακή Ομοσπονδία Κολύμβηση). Nachdem sie die zypriotischen Rekorde in 50- und 100-Meter-Brustschwimmen gebrochen hatte, kam sie als 13-Jährige in die Nationalmannschaft.
Im Jahr 2000 gewann sie mit 14 Jahren bei den Balkanwettkämpfen für unversehrte Sportlerinnen und Sportler die Silbermedaille in 50-Meter-Brustschwimmen und die Bronzemedaille in 100-Meter-Brustschwimmen. 2002 vertrat sie Zypern bei den Commonwealth Games in Manchester und schwamm in 50-Meter-Freistil einen Commonwealth-Rekord. Bei dieser Veranstaltung nahm sie zum ersten Mal auch an zwei Para-Wettkämpfen teil. Da ihr Sehvermögen immer weiter nachließ, entschloss sie sich 2002, in die zypriotische Para-Schwimmmannschaft einzutreten.
Im Dezember 2002 trat sie zum ersten Mal während des IPC Swimming World Championships in Argentinien bei einem Wettkampf gegen andere sehbehinderte Sportlerinnen an und gewann im 100-Meter-Brustschwimmen die Silbermedaille in der Kategorie SB 13.
Ihr nächster großer Erfolg fand bei den Sommer-Paralympics 2004 in Athen statt. Sie gewann in der Kategorie SB 13 mit 1:17,32 Minuten Gold in 100-Meter-Brustschwimmen, die erste zypriotische Goldmedaille bei Paralympischen Spielen.
Pelendritou wurde anfangs in der Kategorie S 13 für Sehbehinderte eingestuft. Nachdem ihr Sehvermögen weiter nachgelassen hatte, kam sie 2006 in die Kategorie S 12.
Bei den Sommer-Paralympics 2008 in Beijing konnte sie zwei Medaillen gewinnen: die Goldmedaille in 100-Meter-Brustschwimmen (Kategorie SB12) und die Bronzemedaille in 200-Meter-Lagen (Kategorie SM 12).
Ihre nächste internationale Goldmedaille gewann sie bei den IPC Swimming World Championships in Eindhoven 2010 im Wettkampf 100-Meter-Brustschwimmen. Bei den Sommer-Paralympics 2012 in London wurde sie Fahnenträgerin Zyperns und gewann Silber beim 100-Meter-Brustschwimmen. Sie nahm auch an den nächsten Paralympischen Spielen 2016 in Rio teil und erlangte dort beim 100-Meter-Brustschwimmen den 4. Platz, wieder war sie Fahnenträgerin ihres Landes.
Im Sommer 2021 startete Pelendritou zum ersten Mal in der Kategorie S 11, da ihre Sehkraft weiter nachgelassen hatte. Bei den IDM Berlin 2021 (35. Internationale Deutsche Meisterschaften Para Swimming) gelang ihr beim 50-Meter-Freistil (S 11 Kategorie) mit 30,20 Sekunden und beim 50-Meter-Brustschwimmen (SB 11 Kategorie) mit 36,13 Sekunden ein Weltrekord. Mit beiden Zeiten gewann sie Gold.
Bei den Sommer-Paralympics 2020 in Tokio, die wegen der Covid-19-Pandemie erst 2021 stattfanden, war sie Fahnenträgerin Zyperns. In Tokio nahm sie in der Kategorie SB 11 teil, stellte mit 1:19,78 Minuten einen Weltrekord in 100-Meter-Brustschwimmen auf und gewann damit Gold. Im Wettkampf 50-Meter-Freistil bekam sie mit 29,79 Sekunden die Bronzemedaille. Auch für die paralympischen Sommerspiele 2024 in Paris konnte sie sich qualifizieren und gewann über 50-Meter-Freistil S11 mit 29,82 Sekunden die Silbermedaille.
Sie nahm 2022 bei den Para-Schwimmweltmeisterschaften in Madeira teil und konnte im 100-Meter-Brustschwimmen mit 1:21,01 min einen Wettkampfrekord aufstellen und die Goldmedaille gewinnen. Bei den nächsten Para-Schwimmweltmeisterschaften 2023 in Manchester gewann sie in der Kategorie S11 beim 50-Meter-Freistil mit 30,28 Sekunden die Bronzemedaille und in der Kategorie SB11 beim 100-Meter-Brustschwimmen mit 1:19,97 min die Goldmedaille.
Pelendritous Trainer ist Stelios Kakavogiannis.

## Ehrungen
2006 und 2008 wurde sie von der griechischen Frauenzeitschrift Madame Figaro zur Sportlerin des Jahres gekürt.
2007 erhielt sie den Elite Athletes Award, eine Auszeichnung des britischen Commonwealth.
Zypern brachte 2005 eine Briefmarke mit ihrem Porträt heraus.